# Arc-Enhanced Glow Discharge
Als Arc-Enhanced Glow Discharge (AEGD), deutsch: Bogengestützte Glimmentladung, wird die Erzeugung eines Gasplasmas durch Nutzung der Elektronen einer Vakuumbogenentladung bezeichnet. Dazu werden die Elektronen der Vakuumbogenentladung zu einer positiv vorgespannten Elektrode beschleunigt. Die beschleunigten, hochenergetischen Elektronen regen die Gasatome (z. B. Ar, H) oder Gasmoleküle (z. B. N2) an und ionisieren diese teilweise. Die dadurch generierten Gasplasmen werden vorrangig für das Ionenreinigen und das Nitrieren vor der PVD-Hartstoffbeschichtung sowie DLC-Beschichtung (eine DLC-Schicht ist eine diamantähnliche Kohlenstoffschicht) eingesetzt. Die Plasmaerzeugung mittels des AEGD-Prozesses wird in PVD- und DLC-Beschichtungsanlagen, die mit Lichtbogenverdampfern oder Magnetron-Sputterquellen (z. B. in Hybrid-PVD-Anlagen bestehend aus HiPIMS-Magnetrons plus Lichtbogenverdampfen) angewendet. Erfunden wurde das Prinzip von Jörg Vetter und Mitarbeitern. Die AEGD-Systeme verschiedener technischer Realisierungen  werden sowohl in Forschungsanlagen als auch in Industrieanlagen verschiedener Hersteller zur Beschichtung von Substraten eingebaut.